# Symphony (Schiff, 2011)
Die Symphony ist ein Offshore-Versorger/-Mehrzweckschiff. Das Schiff fährt unter der Flagge Luxemburg. Es gehört dem Unternehmen Dredging & Maritime Management und wird vom niederländischen Unternehmen Jan de Nul betrieben.

## Geschichte
Das Schiff wurde von 2009 bis 2011 unter der Baunummer 166 für das niederländische Unternehmen Fugro Marine Services gebaut. Der Rumpf des Schiffes wurde von der polnischen Werft Stocznia Gdańsk gebaut, die Ausrüstung des Schiffes erfolgte in Norwegen bei Bergen Group BMV.
Das Schiff basiert auf dem Entwurf ST 327 des norwegischen Schiffbauingenieurunternehmens Skipsteknisk. Es ist eines von fünf Schiffen von Fugro, die auf diesem Entwurf basieren.
Die Kiellegung fand am 25. November 2009, der Stapellauf am 30. Juli 2010 statt. Die Fertigstellung und Ablieferung an den Auftraggeber erfolgte am 3. Mai 2011.
2017 kam das Schiff im Zuge der Übernahme der Kabellegesparte von Fugro an das britische Unternehmen Global Marine Systems. Neuer Name des Schiffes wurde Global Symphony. Global Marine Systems verkaufte das Schiff 2022 an das zur Jan de Nul Group gehörende und in Luxemburg ansässige Unternehmen Dredging & Maritime Management. Das Schiff, das von Jan de Nul eingesetzt wird, wurde in Symphony umbenannt und kam unter die Flagge Luxemburgs.

## Technik und Ausstattung
Der Antrieb des Schiffes erfolgt dieselelektrisch. Die Stromversorgung erfolgt durch vier Generatoren des Herstellers Siemens mit einer Leistung von 4.095 kVA, die von jeweils einem Dieselmotor des Herstellers Rolls-Royce Bergen angetrieben werden. Die Gesamtleistung der Generatoren beträgt 14.740 kW.
Als Fahrmotoren stehen zwei Elektromotoren des Herstellers Loher mit einer Leistung von jeweils 4.200 kW zur Verfügung, welche auf je einen Festpropeller am Heck des Schiffes wirken. Das Schiff erreicht damit eine Geschwindigkeit von bis zu 16 kn.
Weiterhin verfügt das Schiff über mehrere Querstrahlsteueranlagen. Zwei davon befinden sich im Bug- und zwei im Heckbereich. Die Querstrahlsteueranlagen sind mit Verstellpropellern ausgestattet. Darüber hinaus befindet sich eine Propellergondel im Bugbereich.
Als Hilfsdiesel und für die Notstromversorgung wurde ein Motor von MTU Friedrichshafen mit einer Leistung von 600 kW verbaut.
Die Decksaufbauten befinden sich in der vorderen Hälfte des Schiffes. Vor dem Deckshaus mit der Brücke befindet sich eine Hubschrauberplattform. Hinter dem Deckshaus befindet sich ein 1.400 m² großes, offenes Arbeitsdeck. Das Deck ist 65 m lang und 22 m breit. Es kann mit maximal 10 t pro m² belastet werden. Hier befinden sich auf der Steuerbordseite des Schiffes ein Arbeitskran mit einer Hebekapazität von bis zu 150 t sowie ein Hilfskran, der bis zu 10 t heben kann. Der Arbeitskran kann bis in einer Tiefe von 3.000 m, der Hilfskran bis zu einer Tiefe von 1000 m eingesetzt werden.
Direkt hinter einem Hanger, der sich im hinteren Bereich der Decksaufbauten befindet und einen direkten Zugang zum Arbeitsdeck bietet, befindet sich ein 7,2 × 7,2 m großer Moonpool für das Aussetzen von Forschungsgerät. Dafür steht ein weiterer Kran mit einer Hebekapazität von 85 t zur Verfügung.
Das Schiff besitzt ein System zur dynamischen Positionierung (DP).
Auf dem Schiff befinden sich Unterkünfte für bis zu 105 Personen, die in 31 Einbett- und 37 Zweibettkabinen untergebracht werden können. Neben Messe und Kombüse befindet sich an Bord ein Hospital, zwei Sporträume und zwei Saunas sowie zwei Aufenthaltsräume und ein Internetcafé. Weiterhin stehen mehrere Kontroll- und Konferenzräume zur Verfügung sowie ein Auditorium mit 54 Sitzplätzen, das auch als Kino genutzt werden kann.